# Středověk

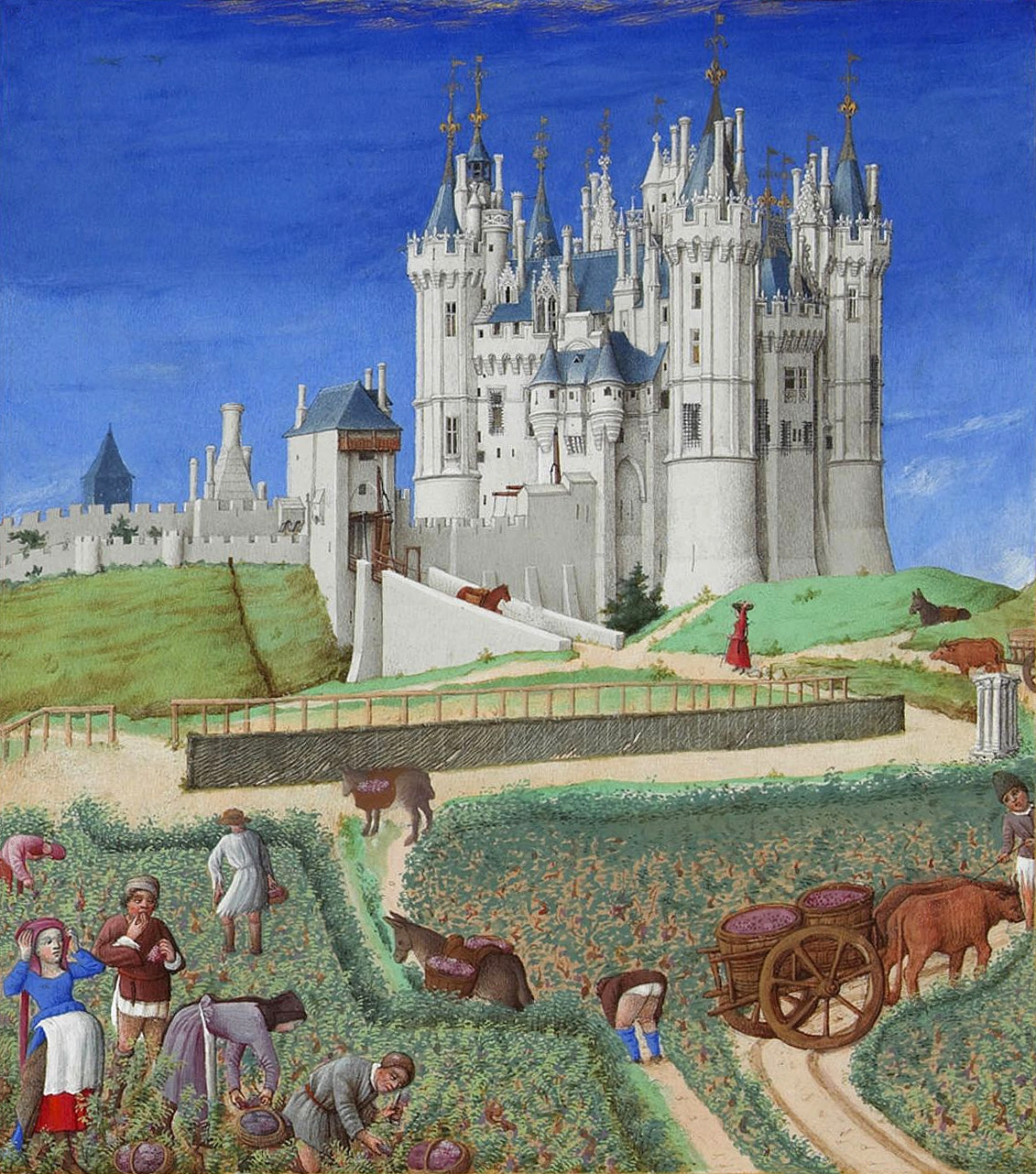
Iluminace Přebohatých hodinek vévody z Berry z počátku 15. století

Středověk je tradiční označení dějinné epochy mezi koncem antické civilizace (starověku) a začátkem novověku, které se poprvé objevilo v období renesance. Autorem pojmů starověk, středověk a novověk je Leonardo Bruni. Středověk je obvykle ohraničen pádem Západořímské říše v roce 476 a pádem Konstantinopole roku 1453, případně objevením Ameriky Kryštofem Kolumbem roku 1492, či zveřejněním 95 tezí Martinem Lutherem roku 1517. Pojem tedy pokrývá zhruba deset století lidské, zejména ovšem evropské historie.
Nejdůležitějšími státními útvary raného středověku byla Franská říše na západě a Byzantská říše na východě, která byla přímým nástupcem Římského impéria a zosobňovala složitost ne/návaznosti středověku na antiku. Ve vrcholném středověku se v Evropě vynořily nové významné státní a polostátní útvary, zejména Svatá říše římská, Francouzské království a Anglické království. Jistý vliv měly i Španělské království, Polsko-litevská unie či Moskevské velkoknížectví. Značného vlivu dosáhly také městské státy na severu Itálie, neboli tzv. obchodnické či též námořní republiky, jako byla zejména Benátská republika. O jejich způsobu vlády a života se uvažuje jako o faktoru, který klasickou středověkou společnost podkopával a předjímal budoucí nástup nových ekonomicko-sociálních struktur. 
O tom, zda je legitimní dávat pojem středověk do souvislosti s mimoevropským prostorem, se někdy pochybuje. Důležité byly každopádně státní útvary na hranicích Evropy, které ji silně ovlivňovaly a nezřídka část evropského území ovládaly, v raném středověku to byly zejména arabské chalífáty, později Osmanská říše. Z vyloženě mimoevropských středověkých států evropské dějiny nejvíce ovlivnila Mongolská říše, jejíž nájezdy Evropu málem rozvrátily, a která přibrzdila rozmach Ruska. Ze států, které nebyly s Evropou v téměř žádném kontaktu, lze jmenovat Aztéckou a Inckou říši v Americe, nebo suejskou, sungskou a mingskou Čínu (s níž ovšem byla Evropa v letmém kontaktu díky cestě Marca Pola).
Velkou roli ve středověku hrálo náboženství, na západě Evropy pak zejména římskokatolická církev, její vůdce papež a vyšší duchovenstvo, jehož síť (arcibiskupství a biskupství) ovlivňovala dění ve všech státech evropského západu (na východě stál v čele církve císař, což byl zásadní rozdíl, jehož vliv je znát na státní struktuře východních zemí dosud). Mnoho válečných konfliktů mělo náboženskou podstatu, k nejznámějším takovým patří křížové výpravy. Ekonomicko-sociální systém středověku je někdy nazýván feudalismus. Spočíval v tom, že vesnice obývané rolníky dlužily šlechtici nájemné a pracovní služby, zatímco rytíři a šlechtici dlužili vojenskou službu panovníkovi výměnou za právo pronajmout pozemky a panství (systém lenních závislostí). Do této struktury se vklínila města a měšťanstvo, zprvu řemeslnické a cechovní, posléze stále více obchodnické. To si postupně vydobylo jistou autoritu, která podle mnohých historiků vedla vývoj směrem k novověku. 
Středověký společenský systém byl silně hierarchický a sociální mobilita byla nízká – přechod z jedné třídy do jiné byl výjimečný. Naději na společenský vzestup z nižších tříd skýtalo částečně vzdělání (i na univerzitách, které ve středověku vznikly), kariéru bylo možno udělat hlavně v církvi. Západní vzdělanost byla spjata s latinou, východní s řečtinou. Jejich ústup na úkor národních jazyků bývá považován za jeden ze symptomů konce středověku. Nejvlivnějším filozofickým systémem se stala scholastika usilující o spojení víry a rozumu. Architektonickým symbolem středověku je hrad (opevněné sídlo šlechtice) a katedrála (velký, vícelodní kostel s transeptem a chórovým ochozem). Strohá románská architektura postupně přešla ve zdobnější a často až velkolepou gotiku, v níž klíčovým stavebním prvkem byl lomený oblouk.
Zranitelnost středověké společnosti dokazovaly ničivé morové epidemie (tzv. černá smrt), které při svém úderu dokázaly vyhubit třetinu až polovinu komunit. 
Historická disciplína, která se specializuje na studium středověku, se nazývá medievalistika (někdy též medievistika).

## Charakteristika

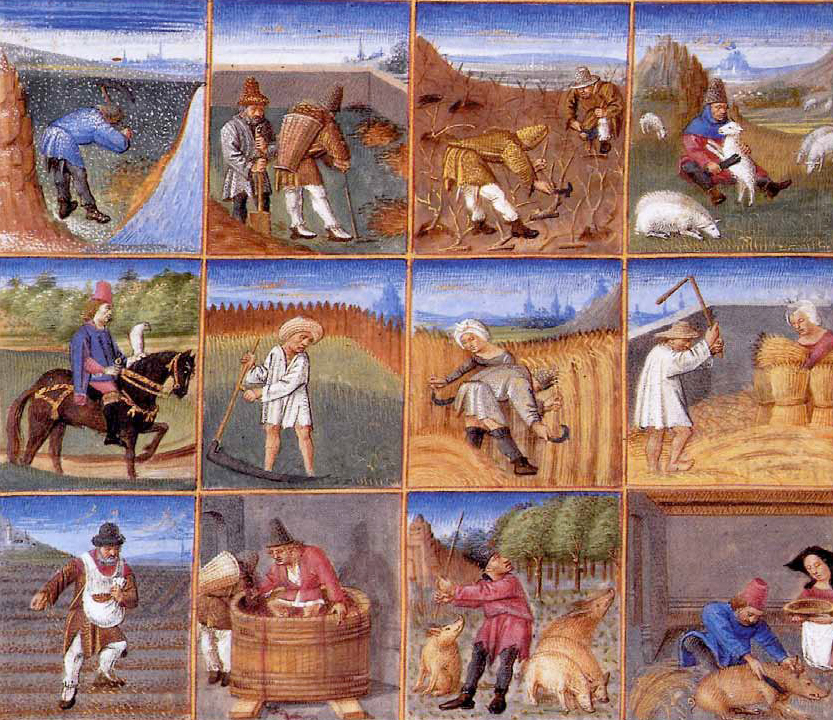
Agrikulturní kalendář k rukopisu Ruralia commoda ze 14. století

Pro vznik středověké civilizace je klíčovým kontinentem Evropa, která se stává namísto Středomoří těžištěm veškerého politického, ekonomického a kulturního dění zásadního významu. Na důležitosti nabývá západní a střední Evropa, ale i odlehlejší regiony (severní a východní Evropa).
Na podkladech antické kultury vzniká nová společnost, která má své duchovní kořeny v křesťanství. Středověká společnost se formuje na základě římské státnosti, řecké kultury, křesťanství a nových prvků „barbarského“ původu (germánských nebo slovanských).
V průběhu středověkého rozvoje dochází k vymezení tří důležitých kulturních okruhů, které byly ve vzájemném omezeném kontaktu, vyvíjely se ale odděleně, přesto si zachovaly základní společné charakteristiky:
- západní latinský kulturní okruh: románské, germánské, západoslovanské národy.
- východní řecko-ortodoxní (byzantsko-slovanský) kulturní okruh: národy jihovýchodní a východní Evropy a Malé Asie.
- islámský (arabský) kulturní okruh: Přední východ, Arabský poloostrov, severní Afrika.

## Periodizace

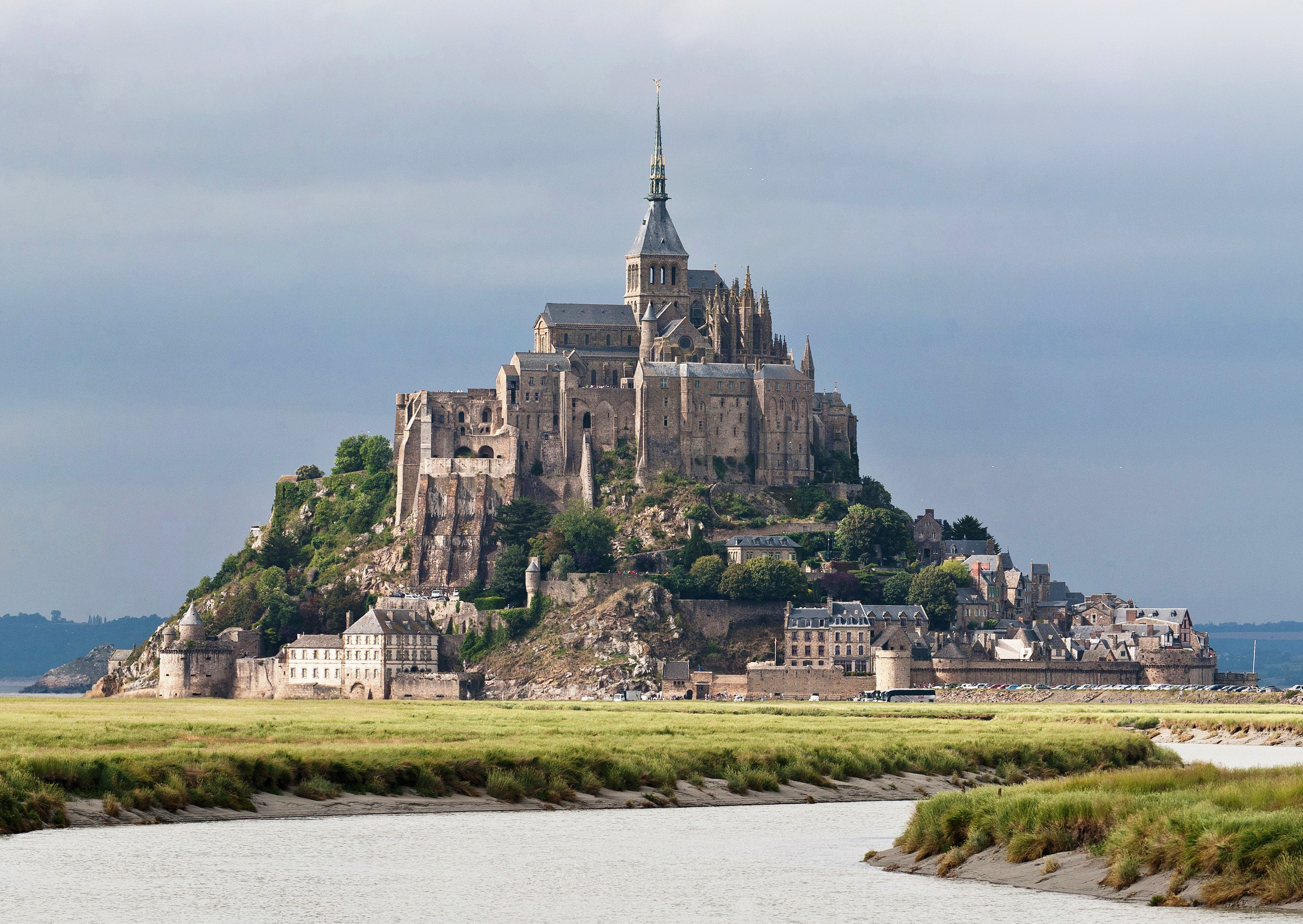
Mont-Saint-Michel na severu Francie je ikonou středověku

Vymezení středověku není zcela jednoznačná záležitost a používané letopočty mívají zpravidla pouze orientační hodnotu. Přerod z jednoho údobí do následujícího neprobíhal ze dne na den, ale šlo o plynulý proces transformace společnosti a kultury, přizpůsobující se novým skutečnostem. Tento proces však nezačal všude v téže době a ne všude probíhal stejným tempem. Proto jsou vymezení středověku spíše jen orientační a vyskytuje se vícero dat s různými zdůvodněními.
Za počátek středověku se nejobvykleji stanovuje pád západořímské říše roku 476, za jeho konec se nejčastěji udává rok 1492, což je rok objevení Ameriky, ale také zároveň rok dobytí poslední arabské pevnosti na Pyrenejském poloostrově. Jako alternativy konce středověku se také uvádějí např. pád Konstantinopole roku 1453 či vyvěšení Lutherových tezí roku 1517. V českém prostředí se pak konec středověku většinou posouvá k roku 1526, kdy zde končí vláda Jagellonců a nastupuje rod Habsburků a končí vrcholné období stavovské monarchie.

### Raný středověk

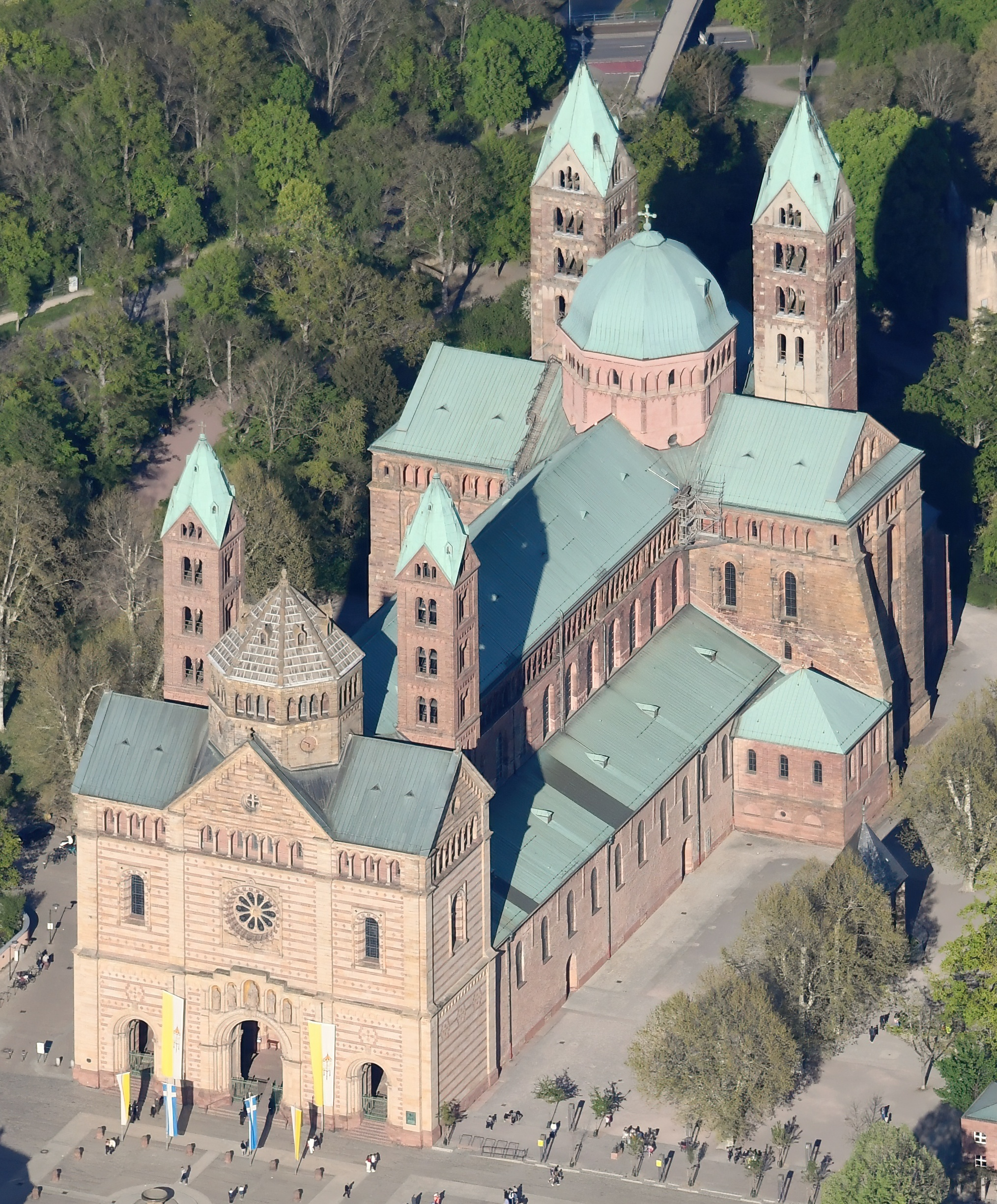
Vrcholně románská Katedrála ve Špýru

V raném středověku (asi od konce 5. století do 11. století) došlo k šíření křesťanství v původních i nových civilizačních centrech. Evropa byla v této etapě christianizována prakticky celá. V oblasti umění a architektury dominovala románská kultura. 

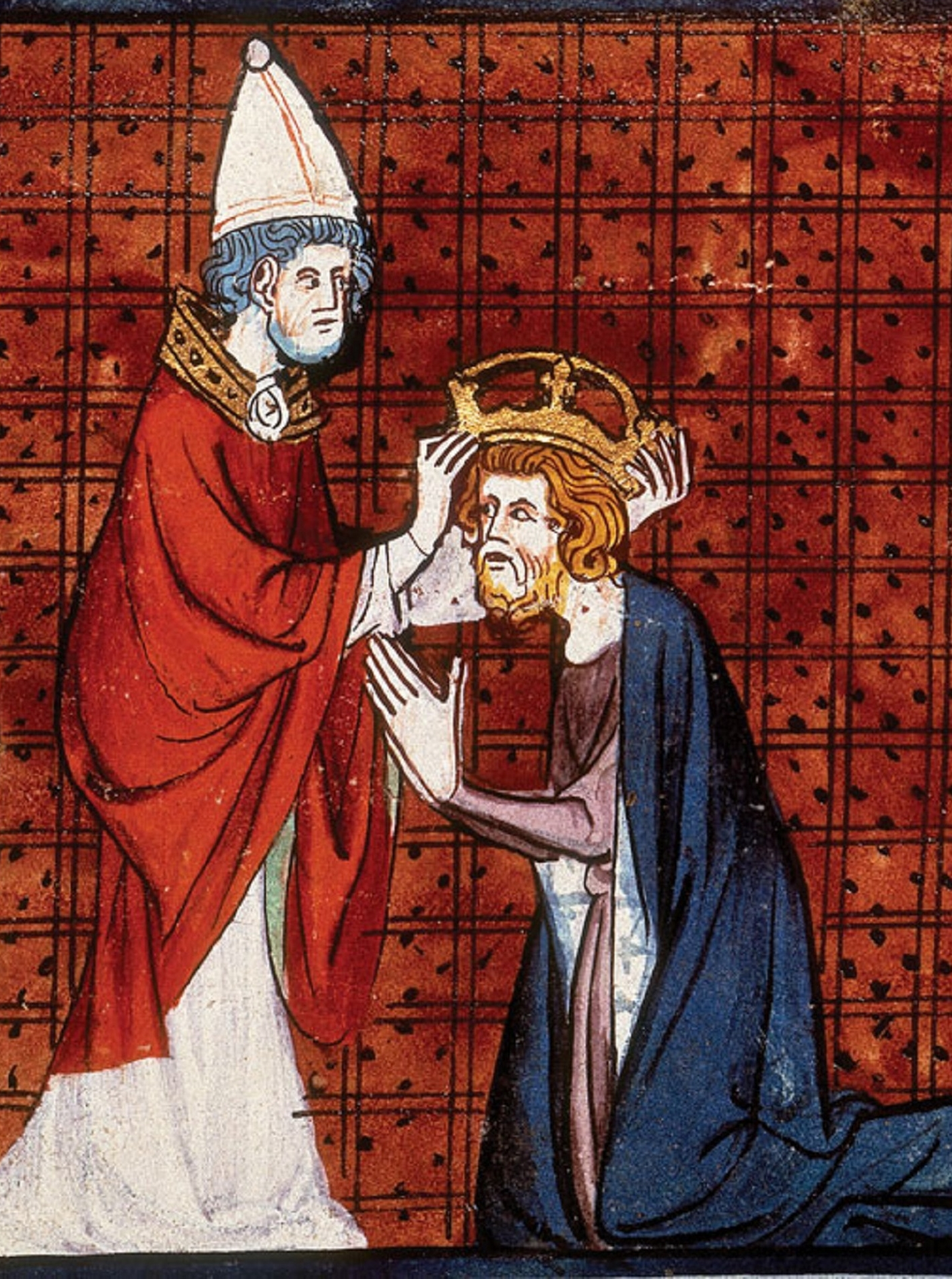
Korunovace Karla Velikého římským císařem roku 800

Nastoupil proces majetkové diferenciace (feudalizace, lenní systém), který sama středověká společnost reflektovala učením o trojím lidu. Prohlubovaly se též kulturní rozdíly mezi jednotlivými evropskými teritorii, přičemž západ se rozvíjel rychleji než východ. Rodové zřízení se rozpadlo, ve Středomoří zanikla antická otrokářská společnost. Vznikly samostatné raně feudální státy, ovlivněné římskou kulturou, ale i germánským dědictvím. Nejvýznamnějším z nich se stala Francká říše, jejíž vrcholná éra je někdy nazývána karolinská renesance.
K významným mezníkům patřil rok 800, kdy Karel Veliký obnovil ideu "západního císařství" či "západní říše římské". Karlova Franská říše se tak stala jakýmsi protipólem východní Byzance, byť její vztahy k moci duchovní, papežství, byly mnohem volnější. Idea západní říše Franský stát přežila, což zesilovalo napětí mezi západním a východním křesťanstvím. Roku 1054 pak došlo k tzv. velkému schizmatu, kdy vzala za své dlouho přetrvávající fikce o existenci jednotné křesťanské církve. Následovalo formování dvou církevních organizací a rozdělení na pravoslaví a katolicismus. Velké schizma se také někdy označuje za mezník, jímž raný středověk končí.
Významným jevem raného středověku byly také výpady Vikingů, které silně poznamenaly zvláště sever Evropy. Důležitým jevem byla rovněž arabská expanze, Arabům se podařilo v Evropě dobýt Pyrenejský poloostrov a Sicílii. Pro křesťany to bylo pokořující, na druhé straně Arabové do Evropy přinesli, paradoxně, mnoho vědeckých plodů antické civilizace, které byly v západní Evropě ztraceny a zapomenuty. Symbolem raného středověku je také benediktinský řád, který byl až do konce 11. století jediným mnišským řádem v Evropě. S ním se objevil institut kláštera (viz též clunyjská reforma). V intelektuální sféře se prosadila nejprve patristika a posléze povstala první scholastika.
Pojmem, který se s raným středověkem částečně překrývá, je pozdní antika. Raný středověk se někdy dále rozděluje na:
- předstátní období (od konce 5. století do 2. poloviny 9. století)
- raně státní období (od 2. poloviny 9. století do konce 12. století)

### Vrcholný (rozvinutý) středověk

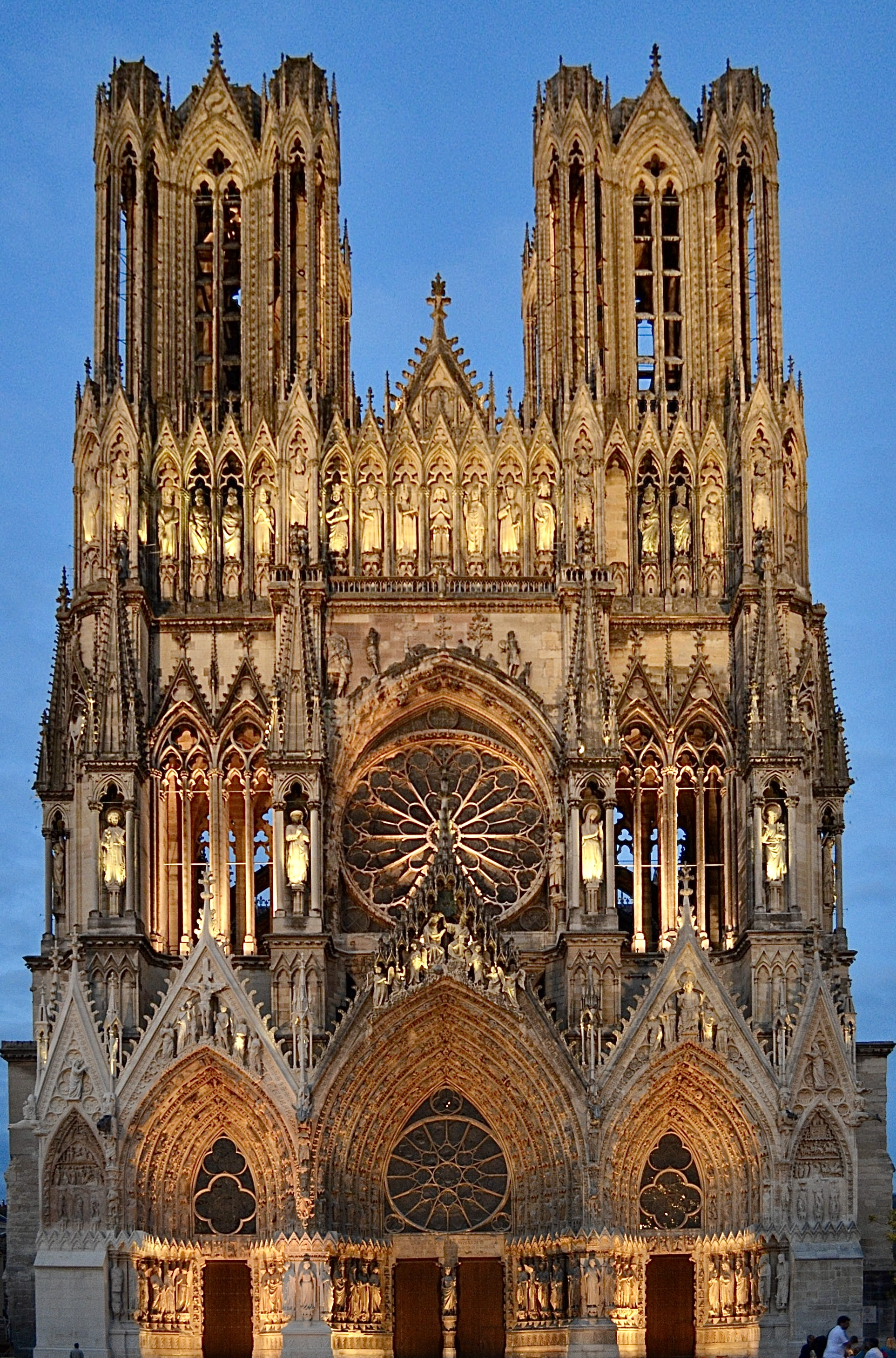
Vrcholně gotická katedrála v Remeši

Ve vrcholném středověku (asi od poč. 11. století do počátku 14. století) začal do základní struktury středověké společnosti, jež byla tvořena z větší části rolnictvem, převážně feudálně závislým, a feudálními vlastníky pozemků (šlechtou, duchovenstvem), pronikat další prvek, středověké měšťanstvo, jehož počet rostl v důsledku zakládání a rozvoje měst, center řemesla a obchodu. 
Pozoruhodný byl demografický vývoj. Za tři století, od roku 1000 do roku 1300, se počet obyvatel Evropy téměř zdvojnásobil, vzrostl ze 42 na 73 miliónů. Populační růst byl pozastaven až ve 14. století (vlivem negativních klimatických změn a morových epidemií). Jediná morová vlna v letech 1347 až 1352 zabila 30 milionů Evropanů.

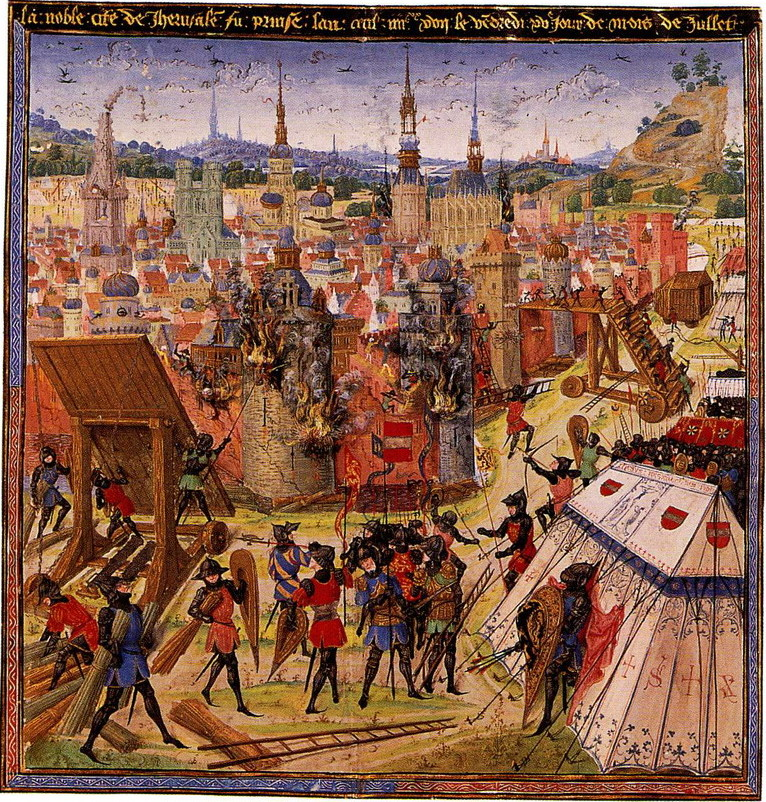
Dobytí Jeruzaléma křižáky roku 1099

Základní stavební jednotkou státu ve vztahu k jednotlivci byla rodina. Ve feudálním státě probíhaly mocenské konflikty mezi panovníkem snažícím se o centralistické řízení a šlechtou (stavy) snažící se o autonomii. Vzrostlo též napětí mezi mocí politickou a papežstvím (boj o investituru, avignonské zajetí), přičemž světská moc pozvolna získávala navrch. I ve vrcholném středověku byl znatelný rozdíl ve vývoji různých částí evropského kontinentu. V těch rozvinutějších, západních, se výrazně prosazovala gotická kultura. Ale i jih se znovu vzmohl, Itálie se díky svým městským státům znovu stala místem vrcholné kultury.

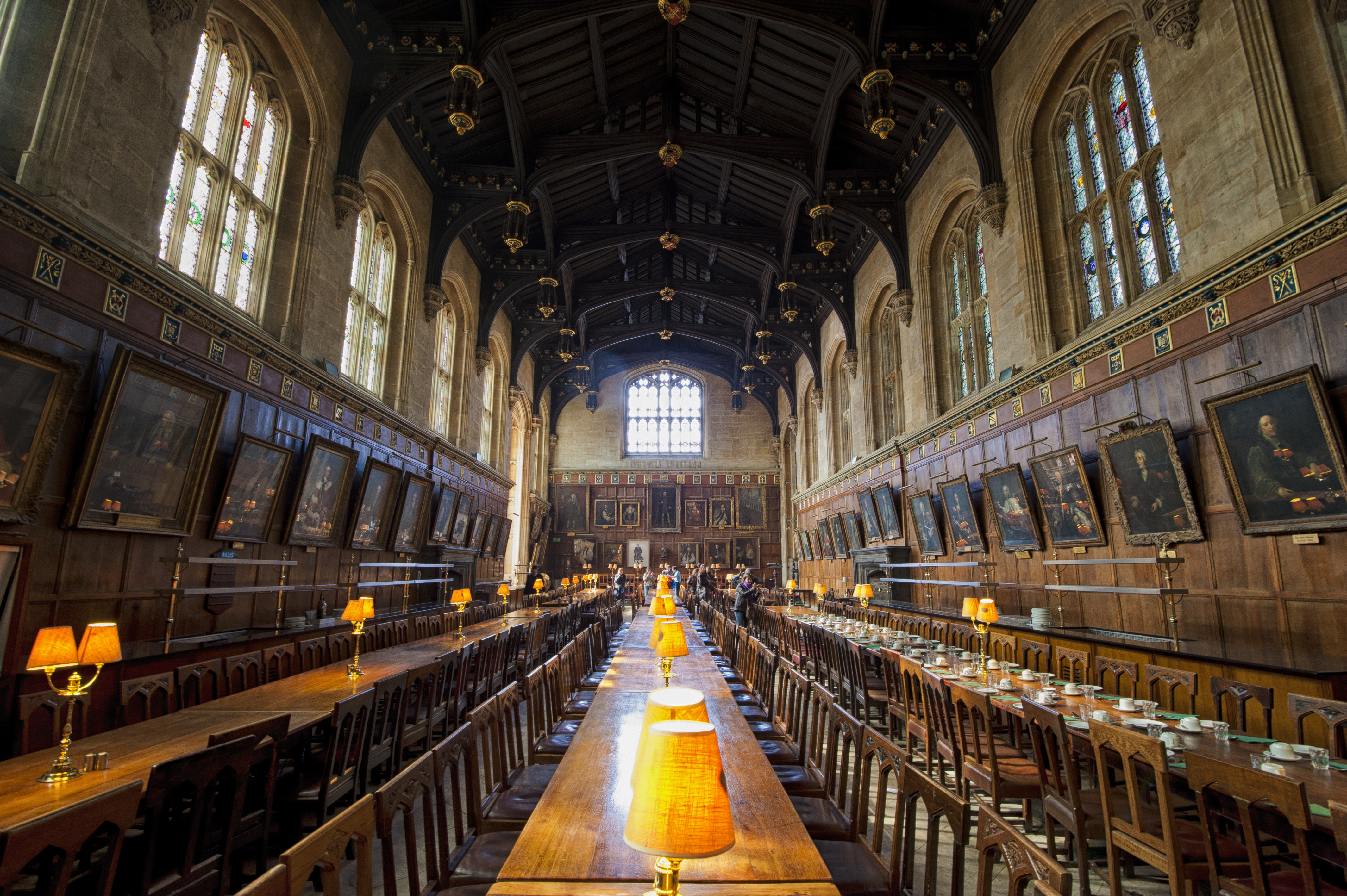
Jídelna Oxfordské univerzity

Reconquista přinesla znovudobytí většiny Pyrenejského poloostrova na úkor muslimů. Došlo k poslední vlně christianizace (Polabí, Pobaltí). Klíčovým jevem vrcholného středověku byly křížové výpravy, které přinesly evropské civilizaci dočasné územní zisky v podobě křižáckých států ve východním Středomoří, ale také vedly k náboženskému fanatismu a protižidovským pogromům. Rozjitřená víra též přinesla vlnu nových církevních řádů (cisterciáci, premonstráti, františkáni, dominikáni, rytířské řády), objevila se ale i vlna "herezí" (valdenští, kataři, husité), která naznačila, že udržet ideovou jednotu církve bude dlouhodobě nemožné. Násilím se jí snažila udržet inkvizice. Novým epicentrem duchovního dění se staly univerzity, kde se rozvinul vzdělávací systém zvaný sedm svobodných umění. Na univerzitách se rozvinula vrcholná scholastika, již reprezentoval zvláště Tomáš Akvinský. Objevila se též vrcholná středověká literatura (Dantova Božská komedie).
Technologický pokrok v zemědělství zapříčinil od 11. století agrární revoluci (spolu s dočasným oteplováním). Starší jařmo, upevňované za rohy či šíjí zvířete, bylo nahrazeno chomoutem, který umožnil lépe využívat sílu koně či vola. Navíc se místo rádla, které vyrývalo jen mělké rýhy, postupně uplatnil těžší, ale výkonnější pluh, který díky kolům polní práce navíc usnadňoval. Také byl zaveden trojpolní systém hospodaření. Vyznačoval se rozdělením polí do tří honů. Do jedné vysévali sedláci ozimé obilí, do druhého jarní a třetí část, zvanou úhor, ponechávali jako pastvinu pro dobytek.

### Pozdní středověk

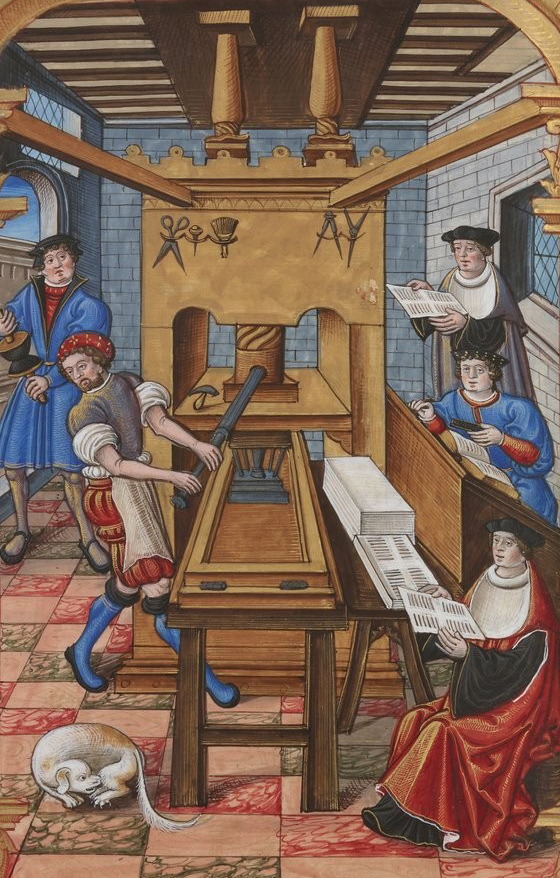
Knihtisk (asi 1500)

Přechodné období pozdního středověku (14. století – 15. století) znamenalo krizi středověké společnosti a přineslo konec izolace evropské civilizace od okolního světa. V jihovýchodní Evropě došlo k mohutné vojenské expanzi osmanské říše, zanikla byzantská říše a slovanské státy na Balkáně, pod stálou tureckou hrozbou byly Uhry i další státy střední Evropy. Jedním z mála pozitivních dopadů pádu Byzance byla emigrace východní elity na západ. Tato elita sebou přinesla znalost řečtiny a s tím i zájem o starořecké dědictví.

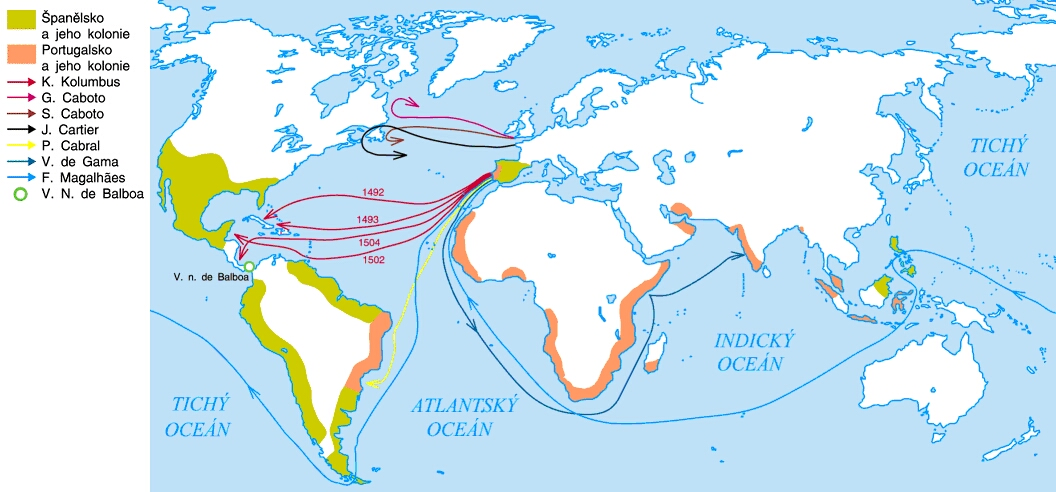
Zámořské cesty Portugalců a Španělů

Ze západní Evropy se uskutečnily první zámořské objevy, vedené Portugalci, Španěly a později Holanďany a Angličany. To byl počátek evropského kolonialismu. Posílil vliv měšťanstva (např. v Zemích Koruny české byl zaveden titul tzv. erbovního měšťana), což mělo za následek úpadek středověké feudální společnosti. Měšťansko-obchodnický duch, který na jihu reprezentovaly námořní republiky, na severu představovala hanzovní města.

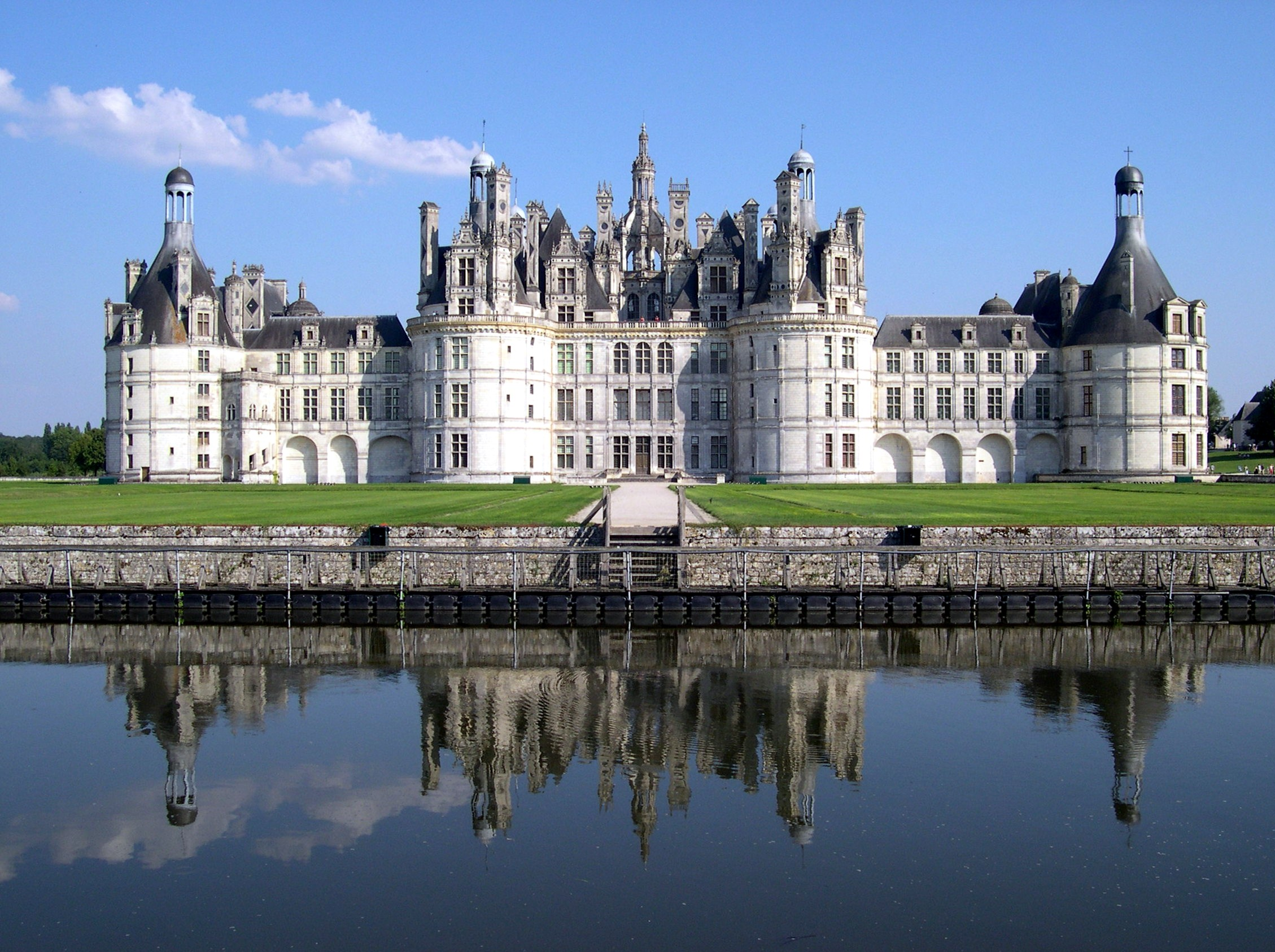
Renesanční zámek Chambord

V severní Itálii se zformovala renesance a humanismus, na přelomu 15. a 16. století se již renesance šířila po celém evropském kontinentě. Humanismus naboural staré představy o postavení člověka ve světě. Tomu napomáhal i nový revoluční vynález - Gutenbergův knihtisk. Mimořádně zrychlil oběh nových myšlenek a umožnil bezprostřední a osobní přístup křesťana k bibli. S tím úzce souvisel nástup reformace. Za příznak krize a rozpadu středověké společnosti bývá označována vlna čarodějnických procesů, která počíná v 15. století.
V důsledku vynálezu palných zbraní došlo k velkým změnám i ve vojenství, což navzdory vynálezu nové plátové zbroje snížilo důležitost rytířů – těžkooděnců v bitvě. Díky silným dělům se začal vytrácet také význam tvrzí a hradů, neboť se jejich dobytí stalo mnohem jednodušším. Hrady tak byly proto často přestavovány na výhradně šlechtická sídla, spíše než na modernější vojenská obranná místa. Vznikaly i šlechtická sídla zcela nového typu - zámky (byť ne ve všech jazycích se tyto dva typy panského sídla rozlišují). Zámky již neměly sloužit k obraně, ale byly určeny k pohodlnému životu a reprezentaci.